# Erik Pontoppidan (läkare)

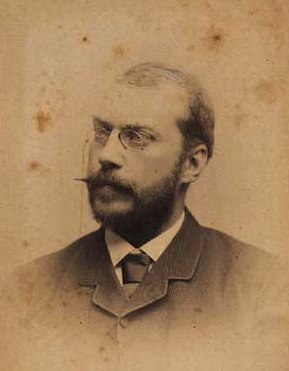

Erik Jansen Pontoppidan, född den 16 juni 1847 i Ribe, död den 21 november 1919 i Köpenhamn, var en dansk venerolog. 
Pontoppidan, som blev cand. med. 1872 och  dr. med. 1876 med en avhandling Om Lupus, var kommunläkare på Sankt Thomas 1876—81 och slog sig ned i Köpenhamn som venerolog 1882. 
Han var reservläkare vid Kommunehospitalets avdelning IV 1882—85 och var 1887—1903 visiterande läkare hos polisen, blev titulär professor 1903, och utnämndes 1904 till överläkare vid Vestre Hospital. 
Pontoppidan skrev en del böcker och många uppsatser. Bland de sistnämnda framstår Om offentlige Foranstaltninger mod Syfilis (1899), som et varmt inlägg i prostitutionsstriden. Han var medstiftare av Dansk Forening til Kønssygdommenes Bekæmpelse (1902).
Han var, åtminstone under sina senare år, en ivrig förkämpe för avskaffandet av visitationskontrollen av stadens "offentliga kvinnor". Detta kom sig av, att denna inte kunde uppfylla sitt syfte att utrota smittorisken, särskilt inte för gonorré.